# Lucio Emilio Barbula
Lucio Emilio Barbula (Lucius Aemilius Barbula in lingua latina; fl. III secolo a.C.) è stato un militare e politico romano, figlio maggiore di Quinto (console nel 317 a.C. e nel 311 a.C.).

## Biografia
Eletto console nel 281 a.C., ha ricevuto il comando durante le guerre sannitiche. Lo stesso anno invase e conquistò Taranto scatenando la campagna d'Italia effettuata da Pirro re d'Epiro. Nel 280 a.C., ebbe una ricompensa per le vittorie ottenute contro Taranto e contro i Sanniti.
Suo figlio Marco Emilio Barbula fu eletto console nel 230 a.C.